# Veliki Planik
Veliki Planik – szczyty w paśmie Ćićarija w Górach Dynarskich. Leży w Chorwacji, blisko granicy ze Słowenią. Jest to najwyższy szczyt pasma Čičarija.